# Naoki Tomita
Naoki Tomita (jap. 富田　直樹 Tomita Naoki, * 5. Juli 1970 in Köln) ist ein ehemaliger deutscher Eishockeyspieler japanischer Herkunft.
Der Angreifer begann seine Karriere 1979 in der Jugendabteilung der Kölner Haie, wo er bis 1990 spielte. Für die Profimannschaft des KEC gab Tomita in der Saison 1988/89 sein Debüt in der Bundesliga, als er zum ersten und einzigen Mal für die Rheinländer auf dem Eis stand.

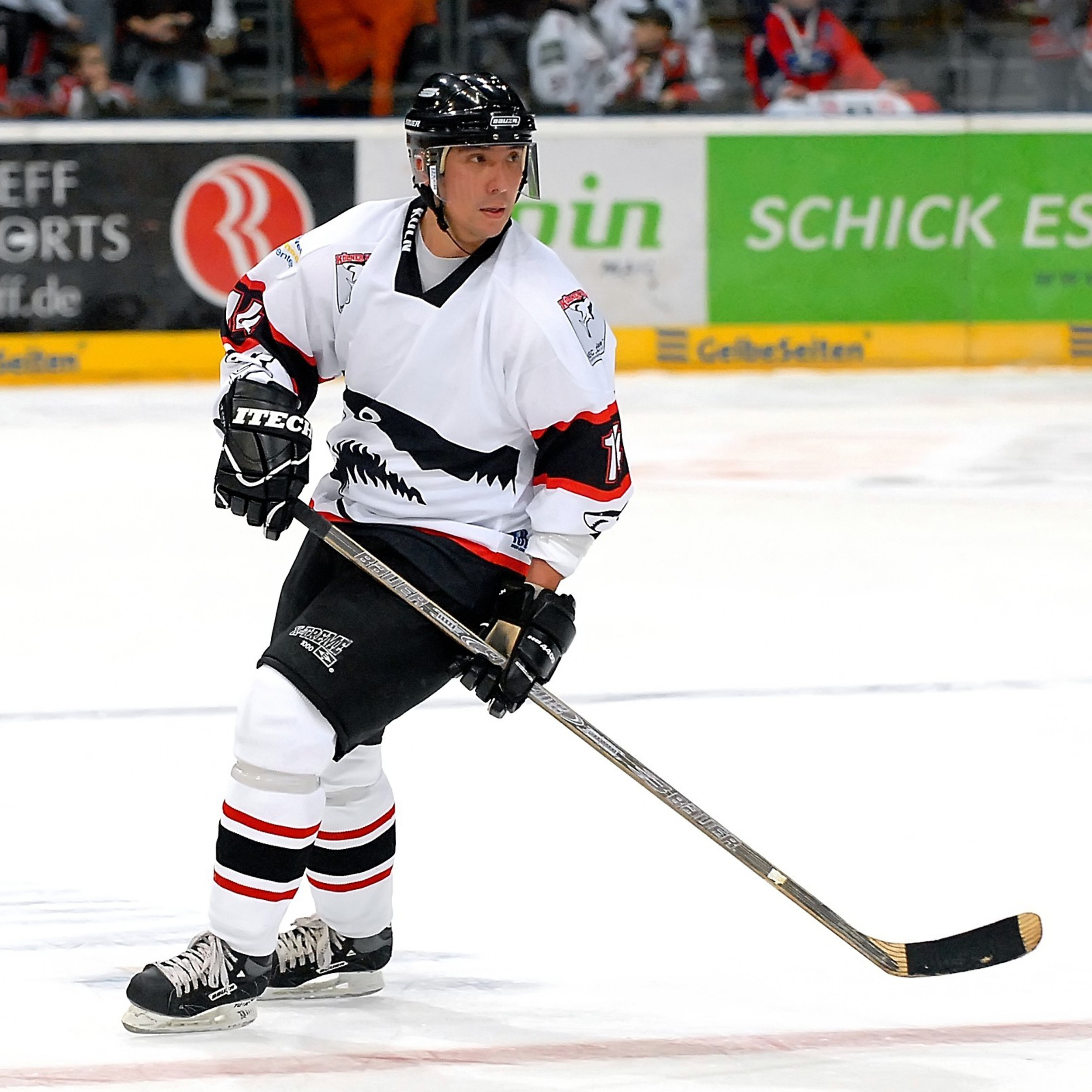
Naoki Tomita im Trikot der Traditionsmannschaft

Im Jahr 2003 hat Naoki Tomita als Initiator und Gründungsmitglied den Verein KEC „Die Haie“ Traditionsmannschaft ins Leben gerufen. Ziel des gemeinnützigen Vereins ist es, Eishockeyspieler sportlich zu fördern, die nicht zum Profikader gehören. Es handelt sich dabei insbesondere um Spieler und Ehemalige der Kölner Haie bzw. des Vorgängervereines Kölner EC. Naoki Tomita war seit der Gründung bis 2024 Vorstandsmitglied des Vereins und wurde im Juni 2024 in den Verwaltungsrat des KEC gewählt.

Aufgrund seiner japanischen Herkunft und seines Fachwissens im Eishockey wurde Tomita von April 2006 bis Mai 2010 zum Mitglied der Japan Ice Hockey Federation (JIHF) ernannt. Als Member of International & Marketing Committee war er für die JIHF-Belange in Europa zuständig und vertrat die JIHF bei den Kongressen der International Ice Hockey Federation.